# Ma trận tam giác

Các ma trận Toeplitz đơn vị thấp hơn nhị phân, nhân với các phép toán F _{2}. Chúng tạo thành bảng Cayley của Z _{4} và tương ứng với các lũy thừa của hoán vị mã Gray 4 bit.

Trong đại số tuyến tính, ma trận tam giác là một loại ma trận vuông đặc biệt. Một ma trận vuông được gọi là ma trận tam giác dưới nếu tất cả các mục bên trên đường chéo chính bằng không. Tương tự, một ma trận vuông được gọi là ma trận tam giác trên nếu tất cả các mục bên dưới đường chéo chính bằng không. Một ma trận tam giác là một ma trận tam giác dưới hoặc tam giác trên. Một ma trận mà vừa là ma trận tam giác trên vừa là ma trận tam giác dưới được gọi là ma trận đường chéo.
Bởi vì phương trình ma trận với ma trận tam giác dễ giải hơn, nên chúng rất quan trọng trong phân tích số. Theo thuật toán phân rã LU, một ma trận khả nghịch có thể được viết dưới dạng tích của ma trận tam giác dưới L và ma trận tam giác trên U khi và chỉ khi tất cả các định thức con chính hàng đầu của nó đều khác không.

## Sự miêu tả
{\displaystyle L={\begin{bmatrix}\ell _{1,1}&&&&0\\\ell _{2,1}&\ell _{2,2}&&&\\\ell _{3,1}&\ell _{3,2}&\ddots &&\\\vdots &\vdots &\ddots &\ddots &\\\ell _{n,1}&\ell _{n,2}&\ldots &\ell _{n,n-1}&\ell _{n,n}\end{bmatrix}}}
được gọi là ma trận tam giác dưới hoặc ma trận tam giác trái và tương tự là ma trận có dạng
{\displaystyle U={\begin{bmatrix}u_{1,1}&u_{1,2}&u_{1,3}&\ldots &u_{1,n}\\&u_{2,2}&u_{2,3}&\ldots &u_{2,n}\\&&\ddots &\ddots &\vdots \\&&&\ddots &u_{n-1,n}\\0&&&&u_{n,n}\end{bmatrix}}}
được gọi là ma trận tam giác trên hoặc ma trận tam giác vuông. Ma trận tam giác dưới hoặc trái thường được biểu thị bằng biến L và ma trận tam giác trên hoặc phải thường được ký hiệu với biến U hoặc R.
Một ma trận có cả tam giác trên và dưới là đường chéo. Ma trận tương tự như ma trận tam giác được gọi là ma trận tam giác.
Tam giác trên được bảo tồn bởi nhiều thao tác:
- Tổng của hai ma trận tam giác trên là tam giác trên.
- Tích của hai ma trận tam giác trên là tam giác trên.
- Nghịch đảo của một ma trận tam giác trên, trong đó còn tồn tại, là tam giác trên.
- Tích của một ma trận tam giác trên và vô hướng là tam giác trên.

Cùng với những sự kiện này có nghĩa là các ma trận tam giác trên tạo thành một khối con của đại số kết hợp của ma trận vuông cho một kích thước nhất định. Ngoài ra, điều này cũng cho thấy rằng các ma trận tam giác trên có thể được xem như là một subalgebra Lie của đại số Lie của ma trận vuông có kích thước cố định, nơi Lie khung [a, b] được đưa ra bởi bộ chuyển mạch ab − ba Đại số Lie của tất cả các ma trận tam giác trên là một đại số Lie có thể giải được. Nó thường được gọi là một tập hợp con Borel của đại số Lie của tất cả các ma trận vuông.
Tất cả các kết quả này giữ nếu tam giác trên được thay thế bằng tam giác dưới trong suốt; đặc biệt là các ma trận tam giác dưới cũng tạo thành một đại số Lie. Tuy nhiên, các phép toán trộn ma trận tam giác trên và dưới không nói chung tạo ra ma trận tam giác. Chẳng hạn, tổng của một ma trận tam giác trên và dưới có thể là bất kỳ ma trận nào; tích của một tam giác dưới với ma trận tam giác trên cũng không nhất thiết phải là tam giác.

### Ví dụ
Ma trận này
{\displaystyle {\begin{bmatrix}2&4&1\\0&6&4\\0&0&1\\\end{bmatrix}}}
là tam giác trên và ma trận này
{\displaystyle {\begin{bmatrix}1&0&0\\2&8&0\\4&9&7\\\end{bmatrix}}}
là tam giác dưới.

## Hình thức đặc biệt

### Ma trận đơn vị
Nếu các mục trên đường chéo chính của ma trận tam giác (trên hoặc dưới) đều là 1, thì ma trận được gọi là đơn vị (trên hoặc dưới) đơn vị. Tất cả các ma trận unitriangular là unipotent. Các tên khác sử dụng cho các ma trận là đơn vị (trên hoặc giảm) hình tam giác (trong đó "unitriangular" có thể là một sự co), hoặc rất hiếm khi định chuẩn (trên hoặc giảm) hình tam giác. Tuy nhiên, một ma trận đơn vị tam giác không giống như ma trận đơn vị, và một ma trận tam giác định chuẩn không có gì để làm với các khái niệm về chuẩn mực ma trận. Ma trận danh tính là ma trận duy nhất có cả đơn vị trên và dưới.
Tập hợp các ma trận đơn vị tạo thành một nhóm Lie.

### Ma trận tam giác nghiêm ngặt
Nếu tất cả các mục trên đường chéo chính của ma trận tam giác (trên hoặc dưới) bằng 0, ma trận được gọi là tam giác nghiêm ngặt (trên hoặc dưới). Tất cả các ma trận tam giác nghiêm ngặt đều là nilpotent, và tập hợp các ma trận tam giác nghiêm ngặt trên (hoặc dưới) tạo thành một đại số Lie nilpotent, ký hiệu là {\displaystyle {\mathfrak {n}}.} Đại số này là đại số Lie có nguồn gốc của {\displaystyle {\mathfrak {b}}}, đại số Lie của tất cả các ma trận tam giác trên; trong các biểu tượng, {\displaystyle {\mathfrak {n}}=[{\mathfrak {b}},{\mathfrak {b}}].} Ngoài ra, {\displaystyle {\mathfrak {n}}} là đại số Lie của nhóm Lie của ma trận đơn vị.
Trong thực tế, theo định lý của Engel, bất kỳ đại số Lie nilpotent hữu hạn chiều nào cũng được liên hợp với một chuỗi con của các ma trận tam giác trên nghiêm ngặt, nghĩa là, một đại số Lie nilpotent hữu hạn chiều đồng thời là tam giác vuông.

### Ma trận tam giác nguyên tử
Ma trận tam giác nguyên tử (trên hoặc dưới) là một dạng ma trận đơn vị đặc biệt, trong đó tất cả các phần tử nằm ngoài đường chéo đều bằng 0, ngoại trừ các mục trong một cột. Một ma trận như vậy cũng được gọi là ma trận Frobenius, ma trận Gauss hoặc ma trận biến đổi Gauss. Vì vậy, một ma trận tam giác dưới nguyên tử có dạng
{\displaystyle \mathbf {L} _{i}={\begin{bmatrix}1&&&&&&&0\\0&\ddots &&&&&&\\0&\ddots &1&&&&&\\0&\ddots &0&1&&&&\\&&0&\ell _{i+1,i}&1&&&\\\vdots &&0&\ell _{i+2,i}&0&\ddots &&\\&&\vdots &\vdots &\vdots &\ddots &1&\\0&\dots &0&\ell _{n,i}&0&\dots &0&1\\\end{bmatrix}}.}
Nghịch đảo của một ma trận tam giác nguyên tử lại là tam giác nguyên tử. Thật vậy, chúng ta có
{\displaystyle \mathbf {L} _{i}^{-1}={\begin{bmatrix}1&&&&&&&0\\0&\ddots &&&&&&\\0&\ddots &1&&&&&\\0&\ddots &0&1&&&&\\&&0&-\ell _{i+1,i}&1&&&\\\vdots &&0&-\ell _{i+2,i}&0&\ddots &&\\&&\vdots &\vdots &\vdots &\ddots &1&\\0&\dots &0&-\ell _{n,i}&0&\dots &0&1\\\end{bmatrix}},}
tức là, các mục ngoài đường chéo được thay thế trong ma trận nghịch đảo bằng các nghịch đảo cộng gộp của chúng.

#### Ví dụ
{\displaystyle {\begin{bmatrix}1&0&0&0\\0&1&0&0\\0&4&1&0\\0&2&0&1\\\end{bmatrix}}}
là nguyên tử tam giác dưới. Nghịch đảo của nó là
{\displaystyle {\begin{bmatrix}1&0&0&0\\0&1&0&0\\0&-4&1&0\\0&-2&0&1\\\end{bmatrix}}.}

## Tính chất đặc biệt
Một ma trận đồng thời là tam giác và bình thường cũng là đường chéo. Điều này có thể được nhìn thấy bằng cách nhìn vào các mục chéo của A * A và AA *, trong đó A là ma trận tam giác bình thường.
Chuyển vị của ma trận tam giác trên là ma trận tam giác dưới và ngược lại.
Hệ số xác định và vĩnh viễn của ma trận tam giác bằng tích của các mục chéo. Vì đối với bất kỳ ma trận tam giác   Một ma trận {\displaystyle \lambda I-A}, Mà yếu tố quyết định là đa thức đặc trưng của A, cũng là hình tam giác, các mục đường chéo của A trên thực tế cung cấp cho các MultiSet của giá trị riêng của A (một eigenvalue với đa m xảy ra chính xác m lần nhập đường chéo).

## Khả năng tam giác
Một ma trận tương tự như ma trận tam giác được gọi là ma trận tam giác. Tóm lại, điều này tương đương với việc ổn định cờ: ma trận tam giác trên chính xác là những ma trận bảo tồn cờ tiêu chuẩn, được đưa ra bởi cơ sở được sắp xếp theo tiêu chuẩn {\displaystyle (e_{1},\ldots ,e_{n})} và cờ kết quả {\displaystyle 0<\left\langle e_{1}\right\rangle <\left\langle e_{1},e_{2}\right\rangle <\cdots <\left\langle e_{1},\ldots ,e_{n}\right\rangle =K^{n}.} Tất cả các cờ được liên hợp (vì nhóm tuyến tính chung hoạt động liên tục trên các cơ sở), do đó, bất kỳ ma trận nào ổn định cờ đều tương tự như một cờ ổn định cờ tiêu chuẩn.
Bất kỳ ma trận vuông phức tạp là tam giác. Trong thực tế, ma trận A trên một trường chứa tất cả các giá trị riêng của A (ví dụ: bất kỳ ma trận nào trên trường đóng đại số) tương tự như ma trận tam giác. Điều này có thể được chứng minh bằng cách sử dụng cảm ứng trên thực tế rằng A có một hàm riêng, bằng cách lấy khoảng trống thương lượng của hàm riêng và đặt ra để cho thấy rằng A ổn định một cờ, và do đó có thể hình tam giác đối với cơ sở cho cờ đó.
Một tuyên bố chính xác hơn được đưa ra bởi định lý dạng bình thường Jordan, trong đó nêu rõ rằng trong tình huống này, A tương tự như một ma trận tam giác trên có dạng rất đặc biệt. Tuy nhiên, kết quả tam giác đơn giản hơn thường là đủ, và trong mọi trường hợp được sử dụng để chứng minh định lý dạng bình thường Jordan.
Trong trường hợp ma trận phức, có thể nói nhiều hơn về phép tam giác hóa, cụ thể là, bất kỳ ma trận vuông A nào cũng có phân rã Schur. Điều này có nghĩa là A tương đương một cách phi thực tế (nghĩa là tương tự, sử dụng ma trận đơn vị làm thay đổi cơ sở) thành ma trận tam giác trên; điều này theo sau bằng cách lấy một cơ sở Hermiti cho cờ.

### Tam giác hóa đồng thời
Một tập hợp các ma trận {\displaystyle A_{1},\ldots ,A_{k}} được cho là tam giác hóa đồng thời được nếu có một cơ sở mà tất cả chúng đều là tam giác trên; tương tự, nếu chúng có dạng tam giác trên bởi một ma trận tương tự duy nhất P. Một tập hợp ma trận như vậy dễ hiểu hơn bằng cách xem xét đại số của ma trận mà nó tạo ra, cụ thể là tất cả các đa thức trong {\displaystyle A_{i},} ký hiệu {\displaystyle K[A_{1},\ldots ,A_{k}].} Khả năng tam giác đồng thời có nghĩa là đại số này được liên hợp thành tiểu phần Lie của ma trận tam giác trên và tương đương với đại số này là một đại số Lie của một tiểu cơ Borel.
Kết quả cơ bản là (trên một trường đóng đại số), các ma trận đi lại {\displaystyle A,B} hay nói chung hơn {\displaystyle A_{1},\ldots ,A_{k}} đồng thời là hình tam giác. Điều này có thể được chứng minh bằng cách đầu tiên cho thấy các ma trận đi lại có một hàm riêng, và sau đó đặt vào kích thước như trước. Điều này đã được chứng minh bởi Frobenius, bắt đầu từ năm 1878 cho một cặp đi lại, như được thảo luận tại các ma trận đi lại. Đối với một ma trận đơn, trên các số phức, chúng có thể được tam giác hóa bằng các ma trận đơn vị.
Việc các ma trận đi lại có một hàm riêng chung có thể được hiểu là kết quả của Nullstellensatz của Hilbert: ma trận đi lại tạo thành một đại số giao hoán {\displaystyle K[A_{1},\ldots ,A_{k}]} kết thúc {\displaystyle K[x_{1},\ldots ,x_{k}]} có thể được hiểu là một loạt trong không gian affine k -chiều, và sự tồn tại của một giá trị riêng (chung) (và do đó là một hàm riêng chung) tương ứng với giống này có một điểm (không trống), đó là nội dung của (yếu) Nullstellensatz. Trong thuật ngữ đại số, các toán tử này tương ứng với một đại diện đại số của đại số đa thức trong k biến.
Điều này được khái quát hóa bởi định lý của Charlie, cho thấy rằng bất kỳ đại diện nào của đại số Lie có thể giải được đồng thời là tam giác trên, trường hợp ma trận đi lại là trường hợp đại số Lie abelian, abelian là một fortiori có thể giải được.
Nói chung và chính xác hơn, một tập hợp các ma trận {\displaystyle A_{1},\ldots ,A_{k}} đồng thời là tam giác khi và chỉ khi ma trận {\displaystyle p(A_{1},\ldots ,A_{k})[A_{i},A_{j}]} là nilpotent cho tất cả các đa thức p trong k biến không biến đổi, trong đó {\displaystyle [A_{i},A_{j}]} là bộ chuyển mạch; để đi lại {\displaystyle A_{i}} cổ góp biến mất để giữ này. Điều này đã được chứng minh trong (Drazin, Dungey & Gruenberg 1951); một bằng chứng ngắn gọn được đưa ra trong (Prasolov 1994). Một hướng là rõ ràng: nếu các ma trận đồng thời là tam giác, thì {\displaystyle [A_{i},A_{j}]} là tam giác trên hoàn toàn (do đó là nilpotent), được bảo toàn bằng cách nhân với bất kỳ {\displaystyle A_{k}} hoặc kết hợp chúng - nó vẫn sẽ có 0 trên đường chéo trong cơ sở tam giác hóa.

## Khái quát
Bởi vì tích của hai ma trận tam giác trên lại là tam giác trên, tập hợp các ma trận tam giác trên tạo thành một đại số. Các đại số của ma trận tam giác trên có sự khái quát tự nhiên trong phân tích chức năng tạo ra các đại số tổ trên các không gian Hilbert.
Một ma trận không vuông (hoặc đôi khi là bất kỳ) có các số 0 ở trên (bên dưới) đường chéo được gọi là ma trận hình thang (trên) dưới. Các mục khác không tạo thành hình dạng của hình thang.

### Nhóm con Borel và nhóm cơ Borel
Tập hợp các ma trận tam giác khả nghịch của một loại nhất định (trên hoặc dưới) tạo thành một nhóm, thực sự là một nhóm Lie, là một nhóm con của nhóm tuyến tính tổng quát của tất cả các ma trận khả nghịch. Một ma trận tam giác có thể đảo ngược chính xác khi các mục chéo của nó không thể đảo ngược (khác không).
Qua những con số thực, nhóm này bị ngắt kết nối, có {\displaystyle 2^{n}} các thành phần tương ứng như mỗi mục nhập chéo là tích cực hoặc tiêu cực. Thành phần nhận dạng là ma trận tam giác khả nghịch với các mục dương trên đường chéo và nhóm tất cả các ma trận tam giác khả nghịch là một sản phẩm bán dẫn của nhóm này và các mục chéo với {\displaystyle \pm 1} trên đường chéo, tương ứng với các thành phần.
Đại số Lie của nhóm Lie của ma trận tam giác trên không thể đảo ngược là tập hợp của tất cả các ma trận tam giác trên, không nhất thiết là không thể đảo ngược, và là một đại số Lie có thể giải được. Đây là, tương ứng, nhóm con Borel B tiêu chuẩn của nhóm Lie GL n và nhóm con Borel tiêu chuẩn {\displaystyle {\mathfrak {b}}} của đại số Lie gl n.
Các ma trận tam giác trên chính xác là các ma trận ổn định cờ tiêu chuẩn. Các nhóm không thể đảo ngược trong số chúng tạo thành một nhóm con của nhóm tuyến tính chung, có các nhóm con liên hợp là những nhóm được xác định là bộ ổn định của một số cờ hoàn chỉnh (khác). Những nhóm nhỏ này là nhóm con Borel. Nhóm các ma trận tam giác dưới không thể đảo ngược là một nhóm nhỏ như vậy, vì nó là bộ ổn định của cờ tiêu chuẩn liên quan đến cơ sở tiêu chuẩn theo thứ tự ngược lại.
Bộ ổn định của một phần cờ thu được bằng cách quên một số phần của cờ tiêu chuẩn có thể được mô tả như một tập hợp các ma trận tam giác khối trên (nhưng các phần tử của nó không phải là tất cả các ma trận tam giác). Các liên hợp của một nhóm như vậy là các nhóm con được định nghĩa là bộ ổn định của một số cờ một phần. Những nhóm nhỏ này được gọi là phân nhóm parabol.

### Ví dụ
Nhóm 2 của 2 ma trận đơn vị trên là đẳng cấu với nhóm phụ gia của trường vô hướng; trong trường hợp số phức, nó tương ứng với một nhóm được hình thành từ các phép biến đổi Möbius parabol; các ma trận đơn vị 3 trên 3 tạo thành nhóm Heisenberg.

## Chuyển tiếp và thay thế trở lại
Một phương trình ma trận ở dạng {\displaystyle \mathbf {L} \mathbf {x} =\mathbf {b} } hoặc là {\displaystyle \mathbf {U} \mathbf {x} =\mathbf {b} } là rất dễ dàng để giải quyết bằng một quá trình lặp được gọi là thay thế về phía trước cho ma trận tam giác dưới và thay thế trở lại tương tự cho ma trận tam giác trên. Quá trình này được gọi như vậy vì đối với các ma trận tam giác thấp hơn, lần đầu tiên tính toán {\displaystyle x_{1}}, sau đó thay thế chuyển tiếp vào phương trình tiếp theo để giải {\displaystyle x_{2}} và lặp lại thông qua {\displaystyle x_{n}}. Trong một ma trận tam giác trên, một công trình ngược, tính toán đầu tiên {\displaystyle x_{n}}, sau đó thay thế nó trở lại phương trình trước để giải {\displaystyle x_{n-1}} và lặp lại thông qua {\displaystyle x_{1}}.
Lưu ý rằng điều này không yêu cầu đảo ngược ma trận.

### Chuyển tiếp thay thế
Phương trình ma trận L x = b có thể được viết dưới dạng một hệ phương trình tuyến tính
{\displaystyle {\begin{matrix}\ell _{1,1}x_{1}&&&&&&&=&b_{1}\\\ell _{2,1}x_{1}&+&\ell _{2,2}x_{2}&&&&&=&b_{2}\\\vdots &&\vdots &&\ddots &&&&\vdots \\\ell _{m,1}x_{1}&+&\ell _{m,2}x_{2}&+&\dotsb &+&\ell _{m,m}x_{m}&=&b_{m}\\\end{matrix}}}
Quan sát rằng phương trình đầu tiên ({\displaystyle \ell _{1,1}x_{1}=b_{1}}) chỉ liên quan {\displaystyle x_{1}} và do đó người ta có thể giải quyết cho {\displaystyle x_{1}} trực tiếp Phương trình thứ hai chỉ liên quan đến {\displaystyle x_{1}} và {\displaystyle x_{2}} và do đó có thể được giải quyết khi một thay thế trong giá trị đã được giải quyết cho {\displaystyle x_{1}}. Tiếp tục theo cách này, {\displaystyle k} phương trình -th chỉ liên quan đến {\displaystyle x_{1},\dots ,x_{k}} và người ta có thể giải quyết cho {\displaystyle x_{k}} sử dụng các giá trị đã giải quyết trước đó cho {\displaystyle x_{1},\dots ,x_{k-1}}.
Các công thức kết quả là:
{\displaystyle {\begin{aligned}x_{1}&={\frac {b_{1}}{\ell _{1,1}}},\\x_{2}&={\frac {b_{2}-\ell _{2,1}x_{1}}{\ell _{2,2}}},\\&\ \ \vdots \\x_{m}&={\frac {b_{m}-\sum _{i=1}^{m-1}\ell _{m,i}x_{i}}{\ell _{m,m}}}.\end{aligned}}}
Một phương trình ma trận với ma trận tam giác U trên có thể được giải theo cách tương tự, chỉ hoạt động ngược.

### Các ứng dụng
Thay thế chuyển tiếp được sử dụng trong bootstrapping tài chính để xây dựng một đường cong lợi suất.